# Бервік Тауншип (округ Адамс, Пенсільванія)
Бервік Тауншип (англ. Berwick Township) — селище (англ. township) в США, в окрузі Адамс штату Пенсільванія. Населення — 2403 особи (2020).

## Демографія
Згідно з переписом 2010 року, у селищі мешкало 2389 осіб у 917 домогосподарствах у складі 695 родин. Було 998 помешкань
Расовий склад населення:
| - 92,4 % — білих - 2,5 % — чорних або афроамериканців - 1,0 % — азіатів - 0,1 % — корінних американців - 2,8 % — осіб інших рас |

До двох чи більше рас належало 1,2 %. Частка іспаномовних становила 5,0 % від усіх жителів.
За віковим діапазоном населення розподілялося таким чином: 21,9 % — особи молодші 18 років, 61,8 % — особи у віці 18—64 років, 16,3 % — особи у віці 65 років та старші. Медіана віку мешканця становила 45,3 року. На 100 осіб жіночої статі у селищі припадало 98,9 чоловіків;  на 100 жінок у віці від 18 років та старших — 99,6 чоловіків також старших 18 років.
Середній дохід на одне домашнє господарство  становив 76 182 долари США (медіана — 59 286), а середній дохід на одну сім'ю — 85 621 долар (медіана — 69 896). Медіана доходів становила 50 530 доларів для чоловіків та 37 578 доларів для жінок. За межею бідності перебувало 11,9 % осіб, у тому числі 26,3 % дітей у віці до 18 років та 3,1 % осіб у віці 65 років та старших.
Цивільне працевлаштоване населення становило 1165 осіб. Основні галузі зайнятості: виробництво — 18,5 %, освіта, охорона здоров'я та соціальна допомога — 17,3 %, роздрібна торгівля — 15,7 %.